# 不变流形
在动力系统的研究中，不变流形是在动力系统的作用下不变的拓扑流形。慢流形、中心流形、稳定流形、不稳定流形、次中心流形（subcenter manifold）和慣性流形都是不变流形的例子。
不变流形在从平衡点刚伸出来的时候，方向沿着动力系统 Jacobian 特征子空间的方向。

## 定义
考虑这样的一个自治微分方程 {\displaystyle dx/dt=f(x),\ x\in \mathbb {R} ^{n},} 其初值 {\displaystyle x(0)=x_{0}}的解记为流 {\displaystyle x(t)=\phi _{t}(x_{0})}。如果对于任一 {\displaystyle x_{0}\in S\subset \mathbb {R} ^{n}}，在解 {\displaystyle t\mapsto \phi _{t}(x_{0})} 的最大存在区间上，{\displaystyle x_{0}} 的像都在 {\displaystyle S} 内，集合 {\displaystyle S} 就被称为这一微分方程的不变集。也可以这么说，经过 {\displaystyle S} 中每个点 {\displaystyle x_{0}} 的轨迹都总是在 {\displaystyle S} 中。另外，如果 {\displaystyle S} 还是个流形，便可称其为不变流形。

## 例子

### 简单的二维动力系统
固定参数 {\displaystyle a}，考虑受下面耦合起来的微分方程组所控制的变量 {\displaystyle x(t),y(t)}，
{\displaystyle {\begin{aligned}{\frac {\mathrm {d} x}{\mathrm {d} t}}=&ax-xy\\{\frac {\mathrm {d} y}{\mathrm {d} t}}=&-y+x^{2}-2y^{2}.\end{aligned}}}
原点便是一平衡点。这一系统有两道穿过原点的值得探究的流形。
- 由于 {\displaystyle x=0} 时 {\displaystyle x}-方向的方程有 {\displaystyle {\tfrac {\mathrm {d} x}{\mathrm {d} t}}=0}，故而纵轴 {\displaystyle x=0} 是不变的，这一不变流形是原点的稳定流形（当 {\displaystyle a\geq 0}），因为所有 {\displaystyle x(0)=0,\ y(0)>-1/2} 的初值条件都会导致解渐进地靠近原点。
- {\displaystyle a} 不管取何值，抛物线 {\displaystyle y=x^{2}/(1+2a)} 都是不变的。 考虑这一时间导数 {\displaystyle {\tfrac {\mathrm {d} }{\mathrm {d} t}}\left({\tfrac {y-x^{2}}{1+2a}}\right)} ，它在 {\displaystyle y={\tfrac {x^{2}}{1+2a}}} 上为零，符合不变流形的要求，可见该抛物线是不变流形。当 {\displaystyle a>0}，这一抛物线是原点的不稳定流形。当 {\displaystyle a=0} ，这一抛物线是原点的中心流形，更准确地说是慢流形。
- 当 {\displaystyle a<0}，原点的稳定流形只有一道，所有的点 {\displaystyle (x,y),\ y>-1/2} 都是该稳定流形中的点。

## 非自治动力系统中的不变流形
以下微分方程
{\displaystyle {\frac {\mathrm {d} x}{\mathrm {d} t}}=f(x,t),\ x\in \mathbb {R} ^{n},\ t\in \mathbb {R} ,}
表示一个非自治动力系统，它的解记作 {\displaystyle x(t;t_{0},x_{0})=\phi _{t_{0}}^{t}(x_{0})}，初值条件为 {\displaystyle x(t_{0};t_{0},x_{0})=x_{0}}。在这样的系统的扩展相空间 {\displaystyle \mathbb {R} ^{n}\times \mathbb {R} } 中，任一初始曲面 {\displaystyle M_{0}\subset \mathbb {R} ^{n}} 可生成一不变流形
{\displaystyle {\mathcal {M}}=\cup _{t\in \mathbb {R} }\phi _{t_{0}}^{t}(M_{0}).}
在这一大族不变流形中，如何找出那些对整个系统动态性质影响最大的那些流形，是一个非常基础性的问题。在非自治动力系统的扩展相空间中的这些最有影响力的不变流形又被称为拉格朗日拟序结构（Lagrangian Coherent Structures）。